# Otto Stern (Physiker)

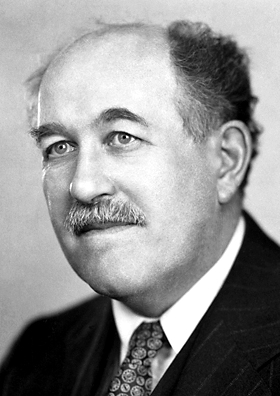
Porträtfoto von Otto Stern

Otto M. Stern (* 17. Februar 1888 in Sohrau, Landkreis Rybnik, Provinz Schlesien; † 17. August 1969 in Berkeley) war ein deutscher, 1933 in die USA emigrierter Physiker. Im Jahr 1943 erhielt er den Nobelpreis für Physik für seine Beiträge zur Entwicklung der Molekularstrahl-Methode und für die Entdeckung des Magnetischen Moments des Protons.

## Familie
Seine Eltern waren der Mühlenbesitzer Oscar Stern (1850–1919), der seit 1892 in Breslau wohnte, und Eugenie, geb. Rosenthal (1863–1907), die aus Rawitsch in der Provinz Posen stammte. Otto Stern hatte einen Bruder und drei Schwestern, darunter die Juristin Berta Kamm. Seine Nichte war die Chemikerin Lieselotte Templeton. Sein Großvater, Abraham Stern, hatte in erster Ehe mit Nanni, geb. Freund, fünf Kinder, darunter Heinrich Stern (1833–1908), der Vater des Mediziners Richard Stern, der wiederum Großvater des Historikers Fritz Stern war. In zweiter Ehe war Abraham Stern mit Berta Bender verheiratet, mit der er weitere sechs Kinder hatte, wobei Oscar Stern das dritte dieser Kinder war. Otto Stern war zeitlebens unverheiratet.
Die Abkürzung Otto M. Stern taucht nur im Emeritierungsdokument der Carnegie Institution auf, ansonsten steht in allen Dokumenten nur der Vorname Otto.

## Leben
Otto Stern besuchte das gemischt-konfessionelle Johannesgymnasium Breslau. Er stammte aus einer wohlhabenden jüdischen Familie, zu der Getreidehändler und Mühlenbesitzer gehörten. Das verschaffte Stern auch später finanzielle Unabhängigkeit im Wissenschaftsbetrieb. Nach dem Abitur in Breslau 1906 begann er das Studium der Mathematik und Naturwissenschaften, unter anderem bei Arnold Sommerfeld in München, in Freiburg und an der Universität Breslau. Experimentalphysik hörte er bei Otto Lummer und Ernst Pringsheim. Insbesondere lernte er aber Statistische Mechanik und Thermodynamik im Selbststudium aus den Schriften von Ludwig Boltzmann, Rudolf Clausius und Walther Nernst. Er wurde 1912 an der Universität Breslau in Physikalischer Chemie bei Otto Sackur promoviert (mit einer Dissertation über den Osmotischen Druck von Kohlendioxid in konzentrierten Lösungen). Im selben Jahr ging er zu Albert Einstein an die Karls-Universität Prag und folgte ihm schließlich 1913 an die Eidgenössische Technische Hochschule nach Zürich, wo er sich 1913 in Physikalischer Chemie habilitierte. Mit Einstein – der am Beginn seiner Karriere als Physiker als Spezialist für Thermodynamik galt – arbeitete er insbesondere über Probleme der Statistischen Mechanik. Mit ihm verband ihn eine lebenslange Freundschaft. In Zürich kam er auch in Kontakt mit Paul Ehrenfest und Max von Laue. Im folgenden Jahr ging er an die Johann-Wolfgang-Goethe-Universität Frankfurt am Main, wo er sich 1915 für Theoretische Physik umhabilitierte. Er blieb als Privatdozent für Theoretische Physik in Frankfurt bis 1921, unterbrochen vom Wehrdienst im Ersten Weltkrieg, in dem er sich gleich nach Kriegsausbruch freiwillig meldete und an der Ostfront diente, zunächst als Gefreiter und später als Unteroffizier in technischer Verwendung. Max Born sorgte dafür, dass er einer Forschungsabteilung der Universität Berlin zugewiesen wurde. 1919 erhielt er den Professorentitel und war Assistent von Max Born in Frankfurt. In dieser Zeit wandte er sich von der Theoretischen Physik der Experimentalphysik zu. 1921 erhielt Stern einen Ruf auf ein Extraordinariat für Theoretische Physik an der Universität Rostock, wo er bis 1922 blieb. Ein Grund für den Wechsel war Antisemitismus in Frankfurt (der Physiker und Universitätsrektor Richard Wachsmuth wollte ihm aus diesem Grund keine etatmäßige Professur geben). 1923 folgte ein Ruf an das neugegründete Institut für Physikalische Chemie der Universität Hamburg als Ordinarius und Direktor. In Hamburg begann eine enge, die Zeit überdauernde Freundschaft mit seinen Kollegen, dem Astronomen Walter Baade, dem Mathematiker Erich Hecke und dem (damals noch angehenden) Physiker Wolfgang Pauli. Zu seinen Post-Doktoranden gehörten dort Isidor Isaac Rabi und Ronald G. J. Fraser. 1930/31 war er Dekan der Universität Hamburg und 1931 bis 1932 Mitglied des Senats der Universität. 1931 wurde er zum Korrespondierenden Mitglied der Göttinger Akademie der Wissenschaften gewählt.

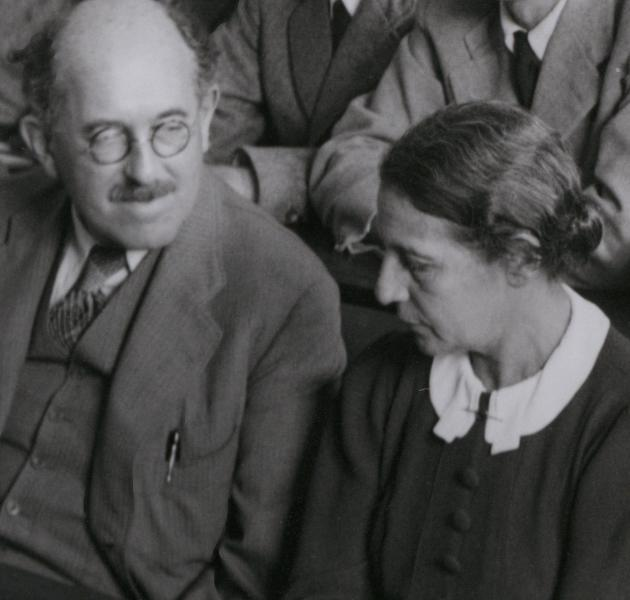
Otto Stern und Lise Meitner, 1937

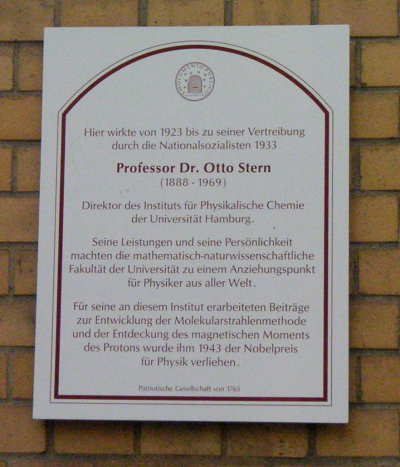
Plakette an der Universität Hamburg

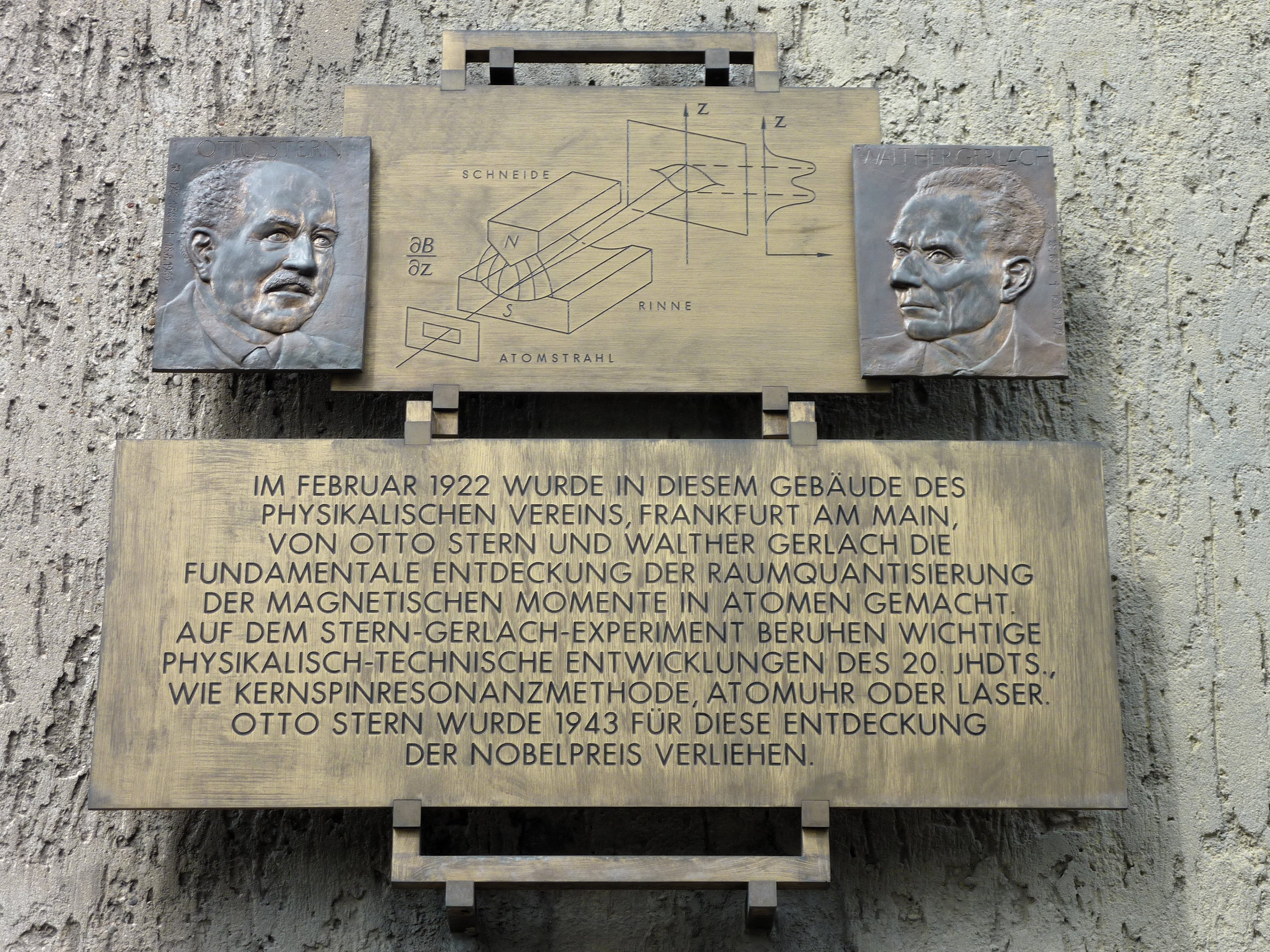
Erinnerungstafel in Frankfurt, am Haus des Physikalischen Vereins

Wegen seiner jüdischen Herkunft emigrierte er 1933 in die USA und nahm 1939 die US-amerikanische Staatsbürgerschaft an. Von 1933 bis zur Emeritierung 1945 war er Forschungsprofessor der Physik am Carnegie Institute of Technology in Pittsburgh. In Kalifornien setzte er sich im darauf folgenden Jahr zur Ruhe. Er starb 1969 während eines Kinobesuchs an einem Herzinfarkt.

## Werk
Ein frühes Interesse von Stern war die statistische Mechanik und das Entropie-Konzept. 1924 veröffentlichte er sein Modell der elektrochemischen Doppelschicht, das heute unter seinem Namen bekannt ist.
Viele der Arbeiten Sterns beruhen auf seiner Molekularstrahl-Methode, die auch für die weitere Entwicklung der Experimentalphysik und Quantenphysik von fundamentaler Bedeutung war. Die Molekular- oder Atomstrahl-Methode selbst stammte von Louis Dunoyer de Segonzac (1911). Die ursprünglichen Veröffentlichungen von Stern dazu dienten der Messung der Maxwellschen mittleren thermischen Geschwindigkeit.
Die Stern-Volmer-Gleichung geht auf eine Zusammenarbeit mit Max Volmer am Berliner physikochemischen Institut zurück. 1913 veröffentlichte er mit Albert Einstein in den Annalen der Physik über die Nullpunktsenergie.
Im Versuch von Stern maß er erstmals direkt die Geschwindigkeit von Atomen. Im Februar 1922 führte er zusammen mit Walther Gerlach im Physikalischen Verein in Frankfurt am Main den Stern-Gerlach-Versuch zum Nachweis der Richtungsquantelung, der Quantisierung des Drehimpulses, durch (vorhergesagt 1916 durch Peter Debye und Arnold Sommerfeld). Mit Gerlach bewies er auch, dass Atome ein magnetisches Moment haben. Er bestimmte erstmals mit Gerlach experimentell das Bohrsche Magneton am Silberatom.
Ihm gelang der Nachweis der Interferenz an Atomstrahlen und die Messung der De-Broglie-Beziehung an Atomstrahlen. Von ihm stammt die erste Messung des magnetischen Moments von Proton und Deuteron.
Zu seinen Mitarbeitern zählten unter anderem Walther Gerlach, Otto Robert Frisch und Immanuel Estermann.

## Mitgliedschaften und Ehrungen
Stern erhielt 1943 als „Anerkennung seines Beitrags zur Entwicklung der Molekularstrahl-Methode und für seine Entdeckung des magnetischen Moments des Protons“ den Nobelpreis für Physik. Die Richtungsquantelung wurde nicht erwähnt, aber der Gutachter Erik Hulthén hob in einem Beitrag im schwedischen Radio im Dezember 1944 vor allem die Richtungsquantelung hervor. Zwischen 1901 und 1950 war er mit 82 Nominierungen der Physiker mit der höchsten Anzahl an Nominierungen für den Nobelpreis.
Die Universität Frankfurt ehrte Otto Stern, indem sie das 2011 fertiggestellte zentrale Hörsaal- und Bibliotheksgebäude am neuen Campus Riedberg nach ihm als Otto-Stern-Zentrum benannte. Die Stern-Gerlach-Medaille der DPG ist nach ihm und Gerlach benannt. Der Fachverband Magnetische Resonanz der GDCh verleiht den Otto-Stern-Preis für außerordentliche wissenschaftliche Beiträge zur Magnetresonanz. 2013 wurde der Asteroid (14468) Ottostern nach Otto Stern benannt.
1960 wurde er Ehrendoktor der ETH Zürich. Er war Mitglied der National Academy of Sciences (1945), der American Association for the Advancement of Science (1940), der American Philosophical Society, der Königlich Dänischen Akademie der Wissenschaften und der Göttinger Akademie der Wissenschaften, aus der er in der NS-Zeit ausgeschlossen worden war und in die er später nicht wieder eintrat.

## Schriften (Auswahl)
- Horst Schmidt-Böcking, Karin Reich, Alan Templeton, Wolfgang Trageser, Volkmar Vill (Hrsg.): Otto Sterns Veröffentlichungen. 5 Bände, Springer Spektrum 2016.
- Horst Schmidt-Böcking, Alan Templeton, Wolfgang Trageser: Otto Sterns Gesammelte Briefe. Band 1, Springer Spektrum 2018.
- Eine direkte Messung der thermischen Molekulargeschwindigkeit. In: Zeitschrift für Physik. Band 2, 1920, S. 49–56.
- Ein Weg zur experimentellen Richtungsquantelung im Magnetfeld. In: Zeitschrift für Physik. Band 7, 1921, S. 249–253.
- mit W. Gerlach: Der experimentelle Nachweis des magnetischen Moments des Silberatoms. In: Zeitschrift für Physik. Band 8, 1921, S. 110–111.
- mit W. Gerlach: Der experimentelle Nachweis der Richtungsquantelung im Magnetfeld. In: Zeitschrift für Physik. Band 9, 1922, S. 349–352.
- mit W. Gerlach: Das magnetische Moment des Silberatoms. In: Zeitschrift für Physik. Band 9, 1922, S. 353–355.